# Луис Борраша
Луи́с Гонзага де Моура (порт.-браз. Luíz Gonzaga de Moura; 1 ноября 1920, Лаврас — 20 апреля 1993, Рио-де-Жанейро), более известный как Луи́с Борраша (порт.-браз. Luíz Borracha) — бразильский футболист, вратарь. Отец другого известного футболиста — Боррашиньи.

## Карьера
Луис Борраша начал футбольную карьеру в 1938 году в клубе «Минас» из Барра-Мансы. Там он выступал до 1942 года, по другим данным до 1943 года. В том году Борраша стал игроком «Фламенго», где дебютировал 28 февраля в матче с «Португезой Деспортос» (7:4). 3 марта он впервые сыграл в официальной встрече за «Фламенго»: в рамках розыгрыша Кубка чемпионов штатов Рио-Сан-Паулу его команда проиграла со счётом 0:3 «Палмейрасу». В том же году Борраша выиграл с командой чемпионат штата Рио-де-Жанейро, сыграв в розыгрыше лишь в двух матчах. А через год повторил это достижение. Однако первые сезоны футболист не являлся игроком стартового состава команды, уступив это место Журандиру. Лишь с уходом последнего в 1946 году Луис стал незаменимым игроком основного состава «Фламенго». 28 ноября 1948 года, в матче с «Ботафого», Борраша пропустил пять голов за 18 минут, что вызвало пересуды у болельщиков, которые стали обвинять вратаря в «сдаче» матча. Этим слухам поспособствовал защитник клуба Бигуа, который после очередного пропущенного гола повернулся к Борраше и уперев руки в бёдра демонстративного долго смотрел на него. 20 марта 1949 года голкипер провёл последний матч за клуб, в котором «Фламенго» победил «Оларию» (5:3). Всего в составе команды Луис сыграл в 155 матчах, пропустив 291 гол.
В 1949 году Борраша перешёл в «Бангу». 31 марта 1949 года футболист дебютировал в составе команды в матче со своей бывшей командой — «Фламенго» (2:2). В 1950 году он выиграл с клубом турнир Начала чемпионата Рио-де-Жанейро. 20 августа того же года «Бангу» победил «Фламенго» со счётом 6:0. 11 марта 1951 года Борраша провёл последний матч за клуб, в котором его команда проиграла со счётом 3:4 «Васко да Гаме». При этом Луис сразу после четвёртого гола, который был забит из-за его ошибки, был заменён. Всего за клуб Борраша сыграл в 65 матчах, в которых пропустил 92 гола. В 1952 году Луис стал игроком «Сан-Кристована». А завершил карьеру голкипер в венесуэльской команде «Универсидад Сентраль». После завершения игровой карьеры Борраша остался в футболе. В частности он с 1956 года трудился помощником массажиста во «Фламенго». После он работал на мойке автотранспорта.

## Международная статистика
| Матчи Луиса Борраши за сборную Бразилии | Матчи Луиса Борраши за сборную Бразилии | Матчи Луиса Борраши за сборную Бразилии | Матчи Луиса Борраши за сборную Бразилии | Матчи Луиса Борраши за сборную Бразилии | Матчи Луиса Борраши за сборную Бразилии | Матчи Луиса Борраши за сборную Бразилии |
| --------------------------------------- | --------------------------------------- | --------------------------------------- | --------------------------------------- | --------------------------------------- | --------------------------------------- | --------------------------------------- |
| №                                       | Дата                                    | Место проведения                        | Оппонент                                | Счёт                                    | Голы                                    | Турнир                                  |
| 1                                       | 10 февраля 1946                         | Буэнос-Айрес                            | Аргентина                               | 0:2                                     | −2                                      | Чемпионат Южной Америки                 |
| 2                                       | 29 марта 1947                           | Монтевидео                              | Уругвай                                 | 0:0                                     | —                                       | Кубок Рио-Бранко                        |
| 3                                       | 1 апреля 1947                           | Рио-де-Жанейро                          | Уругвай                                 | 3:2                                     | −2                                      | Кубок Рио-Бранко                        |
| 4                                       | 11 апреля 1948                          | Монтевидео                              | Уругвай                                 | 2:4                                     | −4                                      | Кубок Рио-Бранко                        |

## Достижения
- Чемпион штата Рио-де-Жанейро: 1943, 1944
- Победитель турнира Начала чемпионата Рио-де-Жанейро: 1946, 1950
- Обладатель Кубка Рио-Бранко: 1947